# 서출지
경주 서출지(慶州 書出池)는 대한민국 경상북도 경주시 남산동에 있는 삼국시대의 연못이다. 대한민국의 사적 제138호로 지정되어 있다. 신라 소지왕 때, 이 못 근처에서 왕비의 비행(非行)을 알리는 글발이 전해졌다는 고사가 있다. 1964년 대한민국의 사적 제138호 서출지로 지정되었다가, 2011년 경주 서출지로 명칭이 변경되었다. 

## 개요
경주 남산 기슭에 위치한 삼국시대 연못이다.
남산 마을 한가운데에 삼층석탑 두 기가 있고 동쪽에 아담한 연못이 있는데 다음과 같은 전설이 내려오고 있다.
신라 488년에 왕이 남산 기슭에 있던 ‘천천정’이라는 정자로 가고 있을 때, 까마귀와 쥐가 와서 울더니 쥐가 사람의 말로 ‘이 까마귀가 가는 곳을 쫓아 가보라’ 하니 괴이하게 여겨 신하를 시켜 따라 가보게 하였다. 신하는 이 못에 와서 두 마리의 돼지가 싸우는 것에 정신이 팔려 까마귀가 간 곳을 잃어버리고 헤맸다. 못 가운데서 한 노인이 나타났는데 그 노인이 어떤 봉투를 건네줘서 왕에게 그것을 올렸다. 왕은 봉투 속에 있는 내용에 따라 궁에 돌아와 화살로 거문고집을 쏘게 하니, 왕실에서 향을 올리던 중과 궁주가 흉계를 꾸미고 있다가 죽음을 당했다는 것이다. 이 못에서 글이 나와 계략을 막았다 하여 이름을 서출지(書出池)라 하고, 정월 보름날은 오기일(烏忌日)이라 하여 찰밥을 준비해 까마귀에게 제사지내는 풍속이 생겨났다.
조선1664년에 임적이라는 사람이 못가에 건물을 지어 글을 읽고 경치를 즐겼다고 한다.  임적은 조선후기 양성현감, 함흥판관 등을 역임한 문신이다. 지금 이 건물은 연못 서북쪽에 소박하면서 우아한 모습으로 남아있다.